# David Panuelo
David W. Panuelo, né le 13 avril 1964 dans les Île Pohnpei, est un homme d'État micronésien. Il est président des États fédérés de Micronésie de 2019 à 2023.

## Biographie
Né dans ce qui est alors le Territoire sous tutelle des îles du Pacifique, sous souveraineté des États-Unis, il étudie au Collège d'État d'Oregon oriental dans l'Oregon, où il obtient en 1987 son Bachelor of arts en science politique. En 1988, il suit une formation professionnelle en Australie et est employé, à partir de cette même année, par le ministère des Affaires étrangères des États fédérés de Micronésie. Il est nommé adjoint au chef de la mission diplomatique aux Fidji.
Membre du Congrès comme représentant de Pohnpei depuis les élections de 2011, il est réélu le 5 mars 2019 en battant Peter Christian. Le 11 mai suivant, il succède à ce dernier en étant élu président des États fédérés de Micronésie par le Congrès.
Battu aux élections législatives de mars 2023, il ne peut briguer de second mandat à la présidence de la République, et son mandat s'achève en mai.

### Prises de position
En réponse à la prise d'assaut du Capitole des États-Unis par des partisans de Donald Trump en janvier 2021, le président Panuelo publie une lettre ouverte « au peuple et au gouvernement des États-Unis d'Amérique », condamnant vivement Donald Trump : « le président Donald J. Trump a ouvertement sollicité des actes de terrorisme intérieur contre le peuple et le gouvernement des États-Unis d'Amérique. [...] [L]e peuple de Micronésie a vu le président des États-Unis rejeter la démocratie et les principes démocratiques, et adhérer au fascisme, en appelant ouvertement ses partisans à renverser la volonté du peuple américain et le processus démocratique ».
Le 8 février 2021, solidairement avec les présidents des quatre autres États souverains micronésiens (Kiribati, Îles Marshall, Nauru et Palaos), il annonce que son pays quittera le Forum des îles du Pacifique, jugeant que cette organisation manque de considération pour les pays de la Micronésie,. En février 2022, les chefs d'État des cinq États micronésiens annoncent qu'ils suspendent leur retrait de l'organisation. Les cinq présidents s'accordent à proposer des réformes au Forum, et demandent au Forum de les adopter au mois de juin au plus tard. Le 7 juin, à la suite d'une médiation menée par les Fidji et la Nouvelle-Zélande, les dirigeants des États micronésiens confirment qu'ils demeureront membres du Forum. En contrepartie, ils obtiennent l'institutionnalisation d'une rotation du poste de secrétaire-général entre la Micronésie, la Mélanésie et la Polynésie, la garantie que le poste revienne à un candidat micronésien en 2024, et la création d'un poste de commissaire aux affaires maritimes dont le siège sera dans un État micronésien et dont le premier titulaire sera un Micronésien.
En février 2022, en réponse à l'invasion de l'Ukraine par la Russie, les États fédérés de Micronésie sont le premier pays à rompre formellement leurs relations diplomatiques avec la Russie, établies en 1999. David Panuelo en notifie l'ambassade russe à Manille, qui est accréditée aux ÉFM. Le président Panuelo explique que son pays condamne « avec la plus grande force ces actes choquants de tyrannie » de la part de la Russie « qui causent une instabilité globale et la perte de vies et de libertés au peuple ukrainien ». Se disant conscient que la prise de position de son gouvernement n'est qu'une « maigre consolation » pour les Ukrainiens, il affirme sa solidarité envers l'Ukraine, « un pays qui, comme le nôtre, adhère à la démocratie, aux principes démocratiques et à l’état de droit ». Fin mars, alors que la Chine a refusé de prendre position sur le conflit, il appelle publiquement son homologue Xi Jinping à demander à la Russie de cesser sa guerre contre l'Ukraine.
En mars 2022, il écrit une lettre ouverte au Premier ministre des Salomon, Manasseh Sogavare, pour lui exprimer son inquiétude après l'accord de partenariat stratégique signé entre les Îles Salomon et la Chine, dont le texte n'est pas rendu public par le gouvernement salomonais mais qui permettrait à celui-ci de faire appel aux forces militaires chinoises pour le maintien de l'ordre aux Salomon.
En mai 2022, en amont d'une rencontre entre le ministre chinois des Affaires étrangères Wang Yi et les ministres des Affaires étrangères de la plupart des petits États insulaires du Pacifique, le président Panuelo écrit à ses homologues océaniens pour exprimer son inquiétude face à la proposition chinoise d'accord multilatéral en matière de sécurité intérieure. Il écrit que l'accord rendrait les pays océaniens dépendants de la Chine, affecterait leur souveraineté, et accroîtrait le risque d'un conflit régional entre la Chine d'une part et les États-Unis, le Japon, l'Australie et la Nouvelle-Zélande de l'autre.
Le 9 mars 2023, au lendemain de sa défaite aux élections législatives et sachant donc que son mandat présidentiel s'achèvera en mai sans possibilité de renouvellement, David Panuelo écrit une lettre au président du Congrès fédéral, Wesley Simina, aux gouverneurs des États et aux présidents des parlements des États, dans laquelle il relate : « J'ai été directement menacé dans mon intégrité physique par des représentants de la république populaire de Chine dans le cadre de leurs fonctions officielles ». Il accuse par ailleurs la Chine d'actes d'espionnage dans son pays, de mesures de surveillance contre sa propre personne, et de corruption d'élus micronésiens à qui des représentants de l'ambassade de Chine auraient remis des enveloppes d'argent en liquide. Il accuse des navires chinois d'avoir procédé sans autorisation à une cartographie des ressources maritimes de la zone économique exclusive de la Micronésie, et d'avoir menacé les bateaux micronésiens qui approchaient pour s'enquérir de leurs activités. Il accuse enfin l'ambassadeur de Chine d'avoir harcelé ses ministres et lui au téléphone pour qu'ils autorisent l'entrée d'ouvriers chinois dans le pays durant la pandémie de Covid-19 aux États fédérés de Micronésie, puis pour qu'ils commandent des vaccins chinois contre la pandémie, malgré le refus explicite de son gouvernement ; son ministre de la Santé Marcus Samo, son ministre des Affaires étrangères Kandhi Elieisar et lui ont tous trois dû changer de numéro de téléphone,,.
Affirmant que la Chine cherche à s'assurer le soutien diplomatique de la Micronésie et à compromettre la souveraineté du pays, David Panuelo recommande au Congrès que son pays établisse des relations diplomatiques officielles avec Taïwan, et rompe donc ses relations avec la république populaire de Chine. Il indique avoir rencontré le mois précédent le ministre taïwanais des Affaires étrangères, Joseph Wu, et obtenu que Taïwan verse aux États fédérés de Micronésie 50 000 000 US$ d'aide au développement en échange d'une reconnaissance diplomatique, suivis de 15 000 000 US$ par an,.